# Flavio Cotti

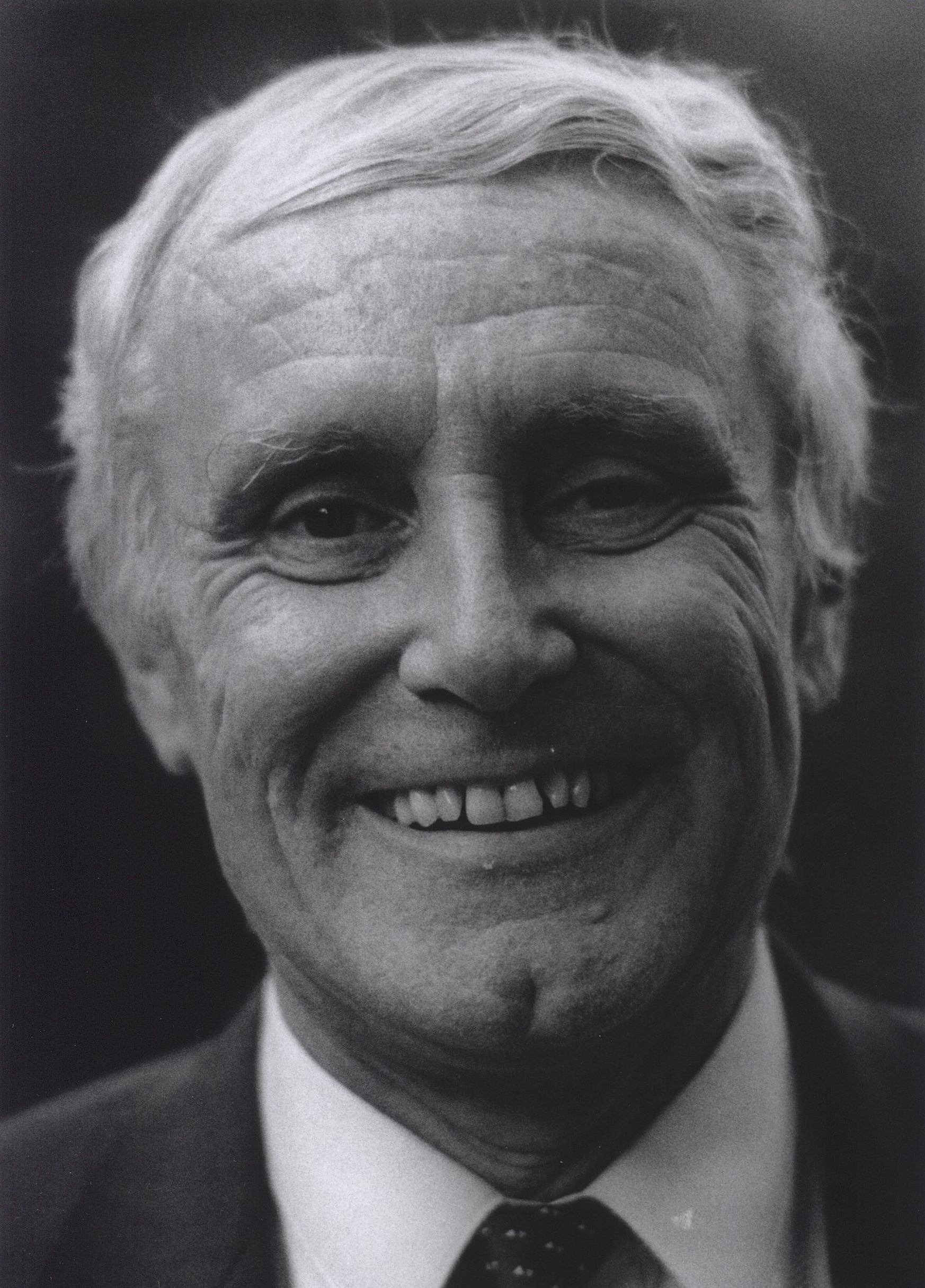
Flavio Cotti (1997)

Flavio Cotti (* 18. Oktober 1939 in Muralto; heimatberechtigt in Lavizzara; † 16. Dezember 2020 in Locarno) war ein Schweizer Politiker der Christlichdemokratischen Volkspartei (CVP) aus dem Kanton Tessin. Als Bundesrat war er Innen- und Aussenminister und bekleidete zweimal das Amt des Bundespräsidenten.

## Werdegang
Flavio Cotti wurde in eine Kaufmannsfamilie geboren. Seine Vorfahren kamen ursprünglich aus der Gemeinde Prato-Sornico in die Stadt Locarno und betrieben dort einen Stoffhandel.
Cotti besuchte das Collegio Papio in Ascona und das Benediktinerkollegium in Sarnen. 1962 machte er das Lizentiat in Rechtswissenschaften an der Universität Freiburg. Nach dem Studium amtete er als Rechtsanwalt in Locarno, zusammen mit seinem Verwandten Gabriele Pedrazzini.
Von 1964 bis 1975 war er Gemeinderat in Locarno und von 1967 bis 1975 Mitglied des Tessiner Grossrats. Als Vertreter der Tessiner Jugendbewegung lancierte Cotti 1966 eine kantonale Volksinitiative zur Einführung des Frauenstimmrechts. 1975 wurde Cotti 36-jährig in die Tessiner Kantonsregierung (Staatsrat) gewählt, wo er bis 1983 dem Volkswirtschafts- und dem Justizdepartement vorstand. 1983 schaffte er die Wahl in den Nationalrat; von 1984 bis 1987 präsidierte er die CVP Schweiz.

## Bundesrat
Cotti wurde am 10. Dezember 1986 als Nachfolger von Alphons Egli in den Bundesrat gewählt. Seine Wahl in die Landesregierung erfolgte nach nur drei Jahren im Bundesparlament. Er übernahm am 1. Januar 1987 das Innendepartement und wechselte am 1. April 1993 in das Aussendepartement. Flavio Cotti und Arnold Koller gaben am 13. Januar 1999 gemeinsam ihren Rücktritt auf den 31. März 1999 bekannt.
Cotti war Bundespräsident in den Jahren 1991 und 1998, in denen 700 Jahre Eidgenossenschaft und 150 Jahre Bundesstaat gefeiert wurden. Als Bundespräsident besuchte er 1998 Nelson Mandela in Kapstadt.

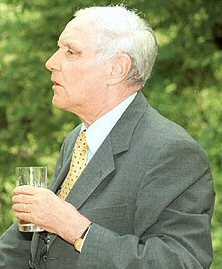
Cotti im Jahr 2001

Cottis Verantwortungsbereich als Bundesrat umfasste unter anderem das Krankenversicherungsgesetz, welches durch die Volksabstimmung am 4. Dezember 1994 angenommen wurde, sowie die ebenfalls vom Volk angenommene 10. AHV-Revision. In seine Amtszeit als Aussenminister fiel auch die Auseinandersetzung mit den USA wegen der jüdischen Vermögen aus dem Zweiten Weltkrieg. Der Bundesrat setzte – auf Antrag von Cottis Departement – deswegen am 19. Dezember 1996 eine Historikerkommission ein, welche 2002 mit dem Bergier-Bericht zur Aufarbeitung der Schweizer Rolle im Zweiten Weltkrieg beitrug.
1992 nahm Cotti an der Konferenz der Vereinten Nationen über Umwelt und Entwicklung in Rio de Janeiro teil.
Flavio Cotti setzte sich persönlich für das Schweizerische Literaturarchiv ein, das durch Schenkung des Nachlasses von Friedrich Dürrenmatt 1988 zustande kam. Kurz vor Ende seiner Amtszeit erhielt er 1999 den Fischhof-Preis.
Nach seinem Rücktritt als Bundesrat gab Cotti keine Interviews mehr und äusserte sich, anders als andere ehemalige Bundesräte, in der Öffentlichkeit nicht mehr zu politischen Fragen. Von 2000 bis 2011 war er Präsident der Stiftung der Päpstlichen Schweizergarde.
Cotti starb im Dezember 2020 im Alter von 81 Jahren während der Covid-19-Pandemie im Zusammenhang mit einer SARS-CoV-2-Infektion in der Klinik La Carità in Locarno.